# Titularerzbistum Naupactus
Naupactus (ital.: Lepanto) ist ein Titularerzbistum der römisch-katholischen Kirche. 
Es geht zurück auf ein früheres Bistum in der Stadt Nafpaktos in der römischen Provinz Epirus  bzw. in der Spätantike Epirus Vetus.
| Titularerzbischöfe von Teodosia |                                       |                                                                      |                    |                    |
| Nr.                             | Name                                  | Amt                                                                  | von                | bis                |
| 1                               | Antonio Maria Pallavicini             |                                                                      | 11. September 1724 | 23. September 1743 |
| 2                               | Alessandro Maria Litta                | emeritierter Bischof von Cremona (Italien)                           | 22. September 1749 | 4. März 1754       |
| 3                               | Lazzaro Opiziio Pallavicino           | Apostolischer Nuntius                                                | 1. April 1754      | 20. Juni 1768      |
| 4                               | Nicolò Antonio Spínola OM             |                                                                      | 20. November 1769  |                    |
| 5                               | Giacinto Maria Giuseppe de Ferrari OP | Bibliothekar der Biblioteca Casanatense                              | 27. Juni 1870      | 17. Juli 1874      |
| 6                               | Henri-Louis-Charles Maret             |                                                                      | 25. September 1882 | 16. Juni 1884      |
| 7                               | Antonio Sbrolli                       | emeritierter Bischof von Sovana-Pitigliano (Italien)                 | 27. Juli 1885      | 28. April 1888     |
| 8                               | Francesco Satolli                     | Präsident der Päpstlichen Diplomatenakademie / Apostolischer Delegat | 1. Juni 1888       | 3. Dezember 1896   |
| 9                               | Casimiro Gennari                      | Kurienerzbischof                                                     | 6. Februar 1897    | 18. April 1901     |
| 10                              | Biagio Pisani                         | Weihbischof in Capua (Italien)                                       | 25. Juni 1901      | 28. Januar 1918    |
| 11                              | Achille Ambrogio Damiano Ratti        | Apostolischer Nuntius                                                | 3. Juli 1919       | 13. Juni 1921      |
| 12                              | Federico Tedeschini                   | Apostolischer Nuntius                                                | 31. März 1921      | 16. Dezember 1935  |
| 13                              | Maurilio Silvani                      | Apostolischer Nuntius Apostolischer Internuntius                     | 24. Juli 1936      | 22. Dezember 1947  |
| 14                              | Roberto Ronca                         | Prälat von Pompei (Italien)                                          | 21. Juni 1948      | 25. September 1977 |